# مارلين ماكنتاير
مارلين ماكنتاير (بالإنجليزية: Marilyn McIntyre)‏ هي ممثلة أمريكية، ولدت في 23 مايو 1949 في إيري في الولايات المتحدة.

## وصلات خارجية
- مارلين ماكنتاير على موقع IMDb (الإنجليزية)
- مارلين ماكنتاير على موقع قاعدة بيانات برودواي على الإنترنت (الإنجليزية)
- مارلين ماكنتاير على موقع قاعدة بيانات الفيلم (الإنجليزية)